# Slavsång
"Slavsång" är en sång från 1972 skriven av Pugh Rogefeldt och Lasse Wellander. Den utgavs som singel samma år tillsammans med bandet Nature.
Låten spelades in i Metronome Studios med Anders Burman som producent. Tekniker under inspelningen var Michael B. Tretow. Låten har senare inkluderats på flera samlingsalbum av Rogefeldt.

## Låtlista
Där inte annat anges är låtarna skrivna av Pugh Rogefeldt.
1. "Slavsång" (Lasse Wellander, Rogefeldt)
2. "Lejon"

## Medverkande
- Anders Burman – producent
- Michael B. Tretow – tekniker

### Fotnoter
1. 1 2 3  ”"Slavsång"”. Svensk mediedatabas. http://smdb.kb.se/catalog/search?q=pugh+rogefeldt+slavs%C3%A5ng&sort=OLDEST. Läst 19 januari 2013.